# Qarlugh (Hazara)
 (août 2023).
Qarlugh ou Qarluq (en dari: قرلغ) sont l'une des grandes tribus du peuple Hazara, qui sont originaires des Turcs Qarluq.